# St. Cyriakus (Grafertshofen)

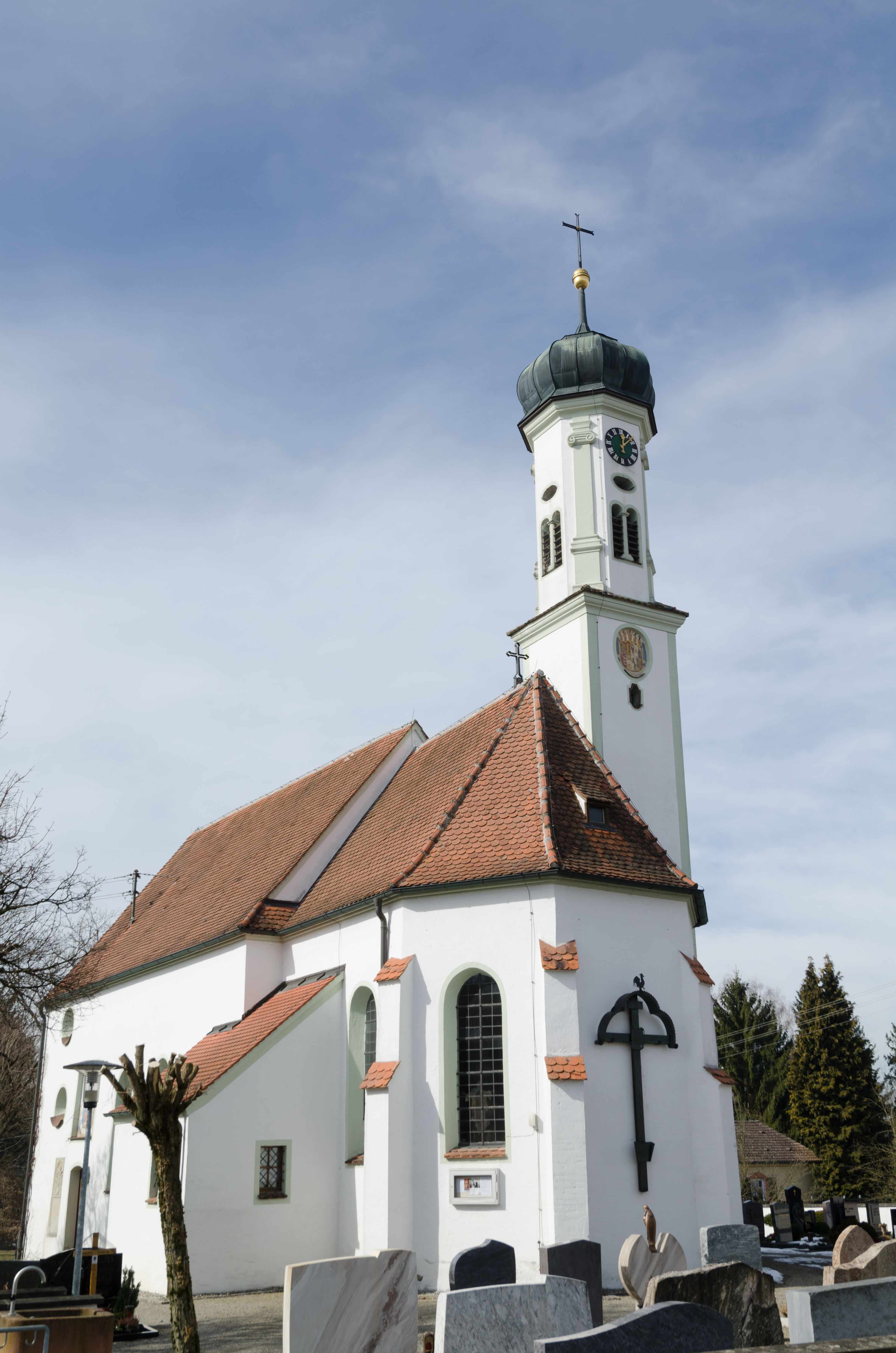
St. Cyriakus in Grafertshofen

Die römisch-katholische Filialkirche St. Cyriakus steht in Grafertshofen, einem Stadtteil von Weißenhorn im schwäbischen Landkreis Neu-Ulm in Bayern. Das denkmalgeschützte Bauwerk ist in der Liste der Baudenkmäler in Weißenhorn unter der Nr. D-7-75-164-134 eingetragen. Die Kirchengemeinde gehört zum Dekanat Neu-Ulm des Bistums Augsburg.

## Beschreibung
Die Saalkirche wurde um 1500 auf den Grundmauern eines mittelalterlichen Vorgängerbaus errichtet. Sie besteht aus einem Langhaus, einem eingezogenen, dreiseitig geschlossenen, von Strebepfeilern gestützten Chor im Osten, einem Chorflankenturm auf quadratischem Grundriss an der Nordwand und der Sakristei an der Südwand des Chors. Der Chorflankenturm wurde um 1800 mit einem achteckigen, mit Pilastern verzierten Geschoss aufgestockt, das die Turmuhr und den Glockenstuhl mit drei Kirchenglocken beherbergt, und mit einer Zwiebelhaube bedeckt. 
Zur Kirchenausstattung gehört ein Hochaltar, den vermutlich Franz Joseph Bergmüller um 1760 gestaltet hat. Die Gemälde auf dem Altarretabel und auf dem Altarauszug stammen von Franz Martin Kuen.